# Бад Висзе
Бад Висзе (њем. Bad Wiessee) општина је у њемачкој савезној држави Баварска. Једно је од 17 општинских средишта округа Мисбах. Према процјени из 2010. у општини је живјело 4.634 становника. Посједује регионалну шифру (AGS) 9182111.

## Географски и демографски подаци
Бад Висзе се налази у савезној држави Баварска у округу Мисбах. Општина се налази на надморској висини од 740 метара. Површина општине износи 32,8 km². У самом мјесту је, према процјени из 2010. године, живјело 4.634 становника. Просјечна густина становништва износи 141 становника/km².

## Међународна сарадња
| Мјесто | Држава    | Врста сарадње | Од    |
| ------ | --------- | ------------- | ----- |
| Дурдан | Француска | партнерство   | 1963. |
| Извор  |           |               |       |